# Age Free Music!
Age Free Music!（エイジ・フリー・ミュージック！）は、音楽評論家の富澤一誠がパーソナリティを担当するラジオ番組である。
番組タイトルは、冨澤が「J-POPでもない、演歌・歌謡曲でもない、大人の音楽」を提唱し、日本レコード協会とレコード会社15社によって行っているキャンペーンから名づけられた。
当番組は、NACK5版とinterfm版、JFN版（放送終了）があり、それぞれ異なる内容で制作している。本項では、3局の番組内容について触れる。

## NACK5版

### 概要
2009年4月3日（2日深夜）に放送開始。『年齢、ジャンル、キャリアを問わず、いい曲、いいアーティストを紹介する』をモットーに、富澤が「オトナのための音楽」を紹介する番組である。
富澤は、2006年から2009年3月まで土曜日の深夜番組「WEEK-END PARTY〜forever young〜」のパーソナリティを担当していた。

### 番組コーナー
Age Free Cafe
ゲストを招き音楽を熱く語り合う「ミュージック・トークス」か、テーマを設定し熱く語る「ミュージック・ゼミナール」のいずれかを取り上げる。
青春のバイブル
1960年～80年代のニューミュージック・フォークソングの名曲を紹介。
Music Capture
ミュージック・シーンの出来事を紹介。
今週のコラム〜俺が言う〜
富澤自身が音楽についての考えや生き方、社会問題について語る。

## interfm版

### 概要
下記JFN版の終了を受けて、JFN特別加盟局のinterfmに放送局を移す形（ただし、ネット局は7局に縮小）で2022年4月29日（28日深夜）に放送開始。正式タイトルは『富澤一誠のAge Free Music～大人の音楽』。
開始時点では原則最終週金曜（木曜深夜）に月1回、60分の放送で、NACK5版同様単独番組となった。またinterfm版が放送される週はNACK5版終了直後にinterfm版が放送される形となっていた。
2022年10月より最終週木曜（水曜深夜）の同じ時間に移動。さらに2024年10月より月曜夜20時からの放送に移動。

### 番組コーナー
番組ホームページに記載されているコーナー。
トーク・セッション
ミュージック・レーダー
月間カラオケランキング

### ネット局
2025年4月現在。放送時間の早い順から記載。全局、「radiko」・「radiko.jpプレミアム」で聴取可能。
| 放送対象地域 | 放送局名                       | 放送時間                     | 備考     |
| ------------ | ------------------------------ | ---------------------------- | -------- |
| [ 注 1 ]     | interfm                        | 毎月最終週月曜 20:00 - 21:00 | [ 注 2 ] |
| 山形県       | エフエム山形（Rhythm Station） | 毎月第3週日曜 19:00 - 20:00  | [ 注 3 ] |
| 鹿児島県     | エフエム鹿児島（μFM）          | 毎月第3週日曜 19:00 - 19:55  | [ 注 3 ] |

## JFN版

### 概要
2012年4月4日（3日深夜）に放送開始。正式タイトルは『AGE FREE MUSIC〜大人の音楽』。
単独番組であるNACK5版とは異なり、JFN系列で放送された『BIG SPECIAL』→『ON THE PLANET』に内包される形で放送していた。『ON THE PLANET』の終了に伴い、当番組も2022年3月29日（28日深夜）に終了することとなった。

### 番組コーナー
ここに記されているのは、毎週月曜深夜に放送されていた時（『ON THE PLANET』後期、2019年10月〜2022年3月）の内容である。
トーク・セッション（第1週・第2週）
ゲストを招いて、冨澤と音楽について語り合うコーナー。出演するゲストは、J-POPを歌うアーティストの場合もあれば、演歌・歌謡曲を歌う歌手の場合もあるなど様々である。NACK5版の「ミュージック・トークス」に相当。
ミュージックレーダー（第3週）
J-POPや歌謡曲を問わず、『AGE FREE MUSIC』にふさわしい注目の楽曲やアーティストを紹介。
カラオケ・ヒット・ランキング（第4週）
JOYSOUNDの協力で、あらゆるテーマに沿った40代以上による選曲を集計したランキングをトップ10形式で紹介。番組内でかける楽曲は第1位のほか、富澤自らが『AGE FREE MUSIC』にふさわしい曲としてトップ10の中から選んだ2曲である。
『BIG SPECIAL』時代は、毎週火曜の30分番組として放送。『ON THE PLANET』前期（2015年4月〜2019年9月）は月曜 - 木曜の週4回・15分番組としての放送で、トーク・セッションを月曜・火曜、カラオケ・ヒット・ランキングを水曜、ミュージックレーダーを木曜に放送していた。